# Cryptembia caprilesi
Cryptembia caprilesi är en insektsart som beskrevs av Ross 2003. Cryptembia caprilesi ingår i släktet Cryptembia och familjen Anisembiidae.
Artens utbredningsområde är Venezuela. Inga underarter finns listade i Catalogue of Life.